# Arizona Lady
Arizona Lady ist eine Operette in 2 Akten des Komponisten Emmerich Kálmán und der Librettisten Alfred Grünwald und Gustav Beer. Die erste Aufführung war eine Münchner Rundfunkübertragung am 1. Januar 1954. Die Uraufführung an einer Bühne fand am 14. Februar 1954 im Stadttheater in Bern statt. Das Werk war zum Zeitpunkt des Todes von Emmerich Kálmán noch nicht ganz vollendet und wurde von dessen Sohn Charles fertiggestellt.

## Handlung
Die Handlung spielt in Arizona in den 1920er Jahren. Lona Farrell, die Tochter eines aus Ungarn stammenden Einwanderers und Goldsuchers, führt die Sunshine Ranch. Sie feuert ihren Vorarbeiter, Jim Slaughter, der sie sexuell bedrängte. Als Ersatz stellt sie einen Fremden aus Colorado namens Roy Dexter ein. Dabei ignoriert sie die Warnungen des Sheriffs, es könnte sich bei Dexter um Burt Morton, einen berüchtigten Gangster handeln. Sie stellt nur eine Bedingung an Roy: Er soll das Thema Liebe in ihrer Gegenwart niemals erwähnen. Sie will nach vielen Enttäuschungen von diesem Thema nichts mehr wissen. Allerdings entwickelt sich bald zwischen den beiden eine unausgesprochene gegenseitige Anziehung.
Zu den Aufgaben Roys gehört die Betreuung des Pferdes Arizona Lady, das auf ein großes Rennen vorbereitet wird. Für das Rennen ist Arizona Lady mit Roy als Reiter klarer Favorit. Es kommt aber anders. Jim Slaughter, Roys entlassener Vorgänger, hat den Sattelgurt bei Arizona Lady manipuliert, woraufhin Roy aus dem Sattel fällt und aus dem Rennen ausscheidet. Jim, der auf dem Pferd Mexican Cavalier ebenfalls am Rennen teilnimmt, kann nun für seinen neuen Arbeitgeber, den reichen Mexikaner Lopez Ibanez, das Rennen gewinnen. Als Nebeneffekt dieses Rennausgangs muss sich nun Lona wegen einer verlorenen Wette mit Sheriff Sullivan verloben. Für Roy kommt es noch schlimmer. Die Bartänzerin Bonita behauptet Roy sei tatsächlich der gesuchte Gangster Burt Morton. Als dann auch noch Arizona Lady gestohlen wird, scheint alles klar zu sein. Roy, den nun alle für den Gangster Burt Morton halten, muss der Täter sein. Folgerichtig wird er verhaftet und eingesperrt. Mit Hilfe eines Mitgefangenen, der einen Fluchttunnel gegraben hat, gelingt Roy die Flucht aus dem Gefängnis. Er überschreitet sofort die nahe Grenze nach Mexiko. Als dort der Sheriff auftaucht, verspricht er ihm, nach Arizona zurückzukehren, wenn es ihm gestattet würde, zehn Minuten alleine mit Lona zu reden. Diese Bitte wird ihm gewährt. Er erklärt, dass er weder Roy Dexter noch Burt Morgan, sondern unter dem Namen Colorado Kit bekannt sei. Burt Morgan habe seinen Vater ermordet und er sei nun auf der Suche nach ihm. Es stellt sich heraus, dass Jim Slaughter der wirkliche Burt Morton ist, der umgehend verhaftet wird. Auch der Diebstahl von Arizona Lady geht auf das Konto des Gangsters und seines Chefs Lopez Ibanez. Nachdem das Pferd nun auch wieder aufgetaucht ist, bittet Lona Roy, wie er immer noch genannt wird, zu bleiben. Er aber lehnt ab, bittet aber Arizona Lady behalten zu dürfen.
Drei Monate später treffen sich alle beim berühmten Kentucky Derby wieder, bei dem unter anderem auch Arizona Lady laufen soll. Lona und der Sheriff, die immer noch nicht verheiratet sind, schließen eine erneute Wette ab. Sollte Arizona Lady dieses Rennen gewinnen, würden sie umgehend heiraten. Als das Pferd tatsächlich das Rennen gewinnt verzichtet Sheriff Sullivan auf die Einlösung der Wette, weil er einsieht, dass Lona eigentlich in Roy verliebt ist. Die Hochzeitspläne gehen weiter, nur die Rolle des Bräutigams wird umbesetzt. Roy und Lona finden endlich zusammen und die Operette hat ihr Happy End. Parallel läuft noch eine Nebenhandlung zwischen Nellie Nettleton und Chester Kingsbury.

## Rezeption
Das Werk orientierte sich eher an frühen Musicals als an den Wiener Operetten der 1920er Jahre. Der Erfolg im deutschsprachigen Raum war überschaubar. Die Operette wird nur selten aufgeführt. Im Dezember 2014 kam es in der Komischen Oper Berlin zu zwei Konzertanten Aufführungen mit einem neuen musikalischen Arrangement von Norbert Biermann.